# Kokaral-Damm

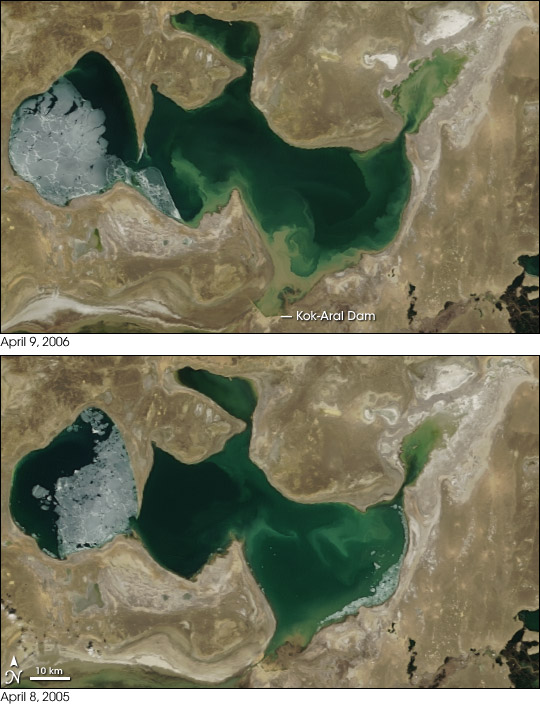
Der Kokaral-Damm 2006 (oben) und seine Auswirkung auf den nördlichen Aralsee anhand eines Vergleichs zu 2005 (unten)

Der Kokaral-Damm ist eine Gewichtsstaumauer bzw. ein Damm durch einen schmalen Abschnitt des Aralsees in Kasachstan. Er verhindert ein Abfließen von Wasser aus dem kleinen (nördlichen) zum großen (südlichen) Aralsee. Baubeginn war 2003, Fertigstellung im August 2005.

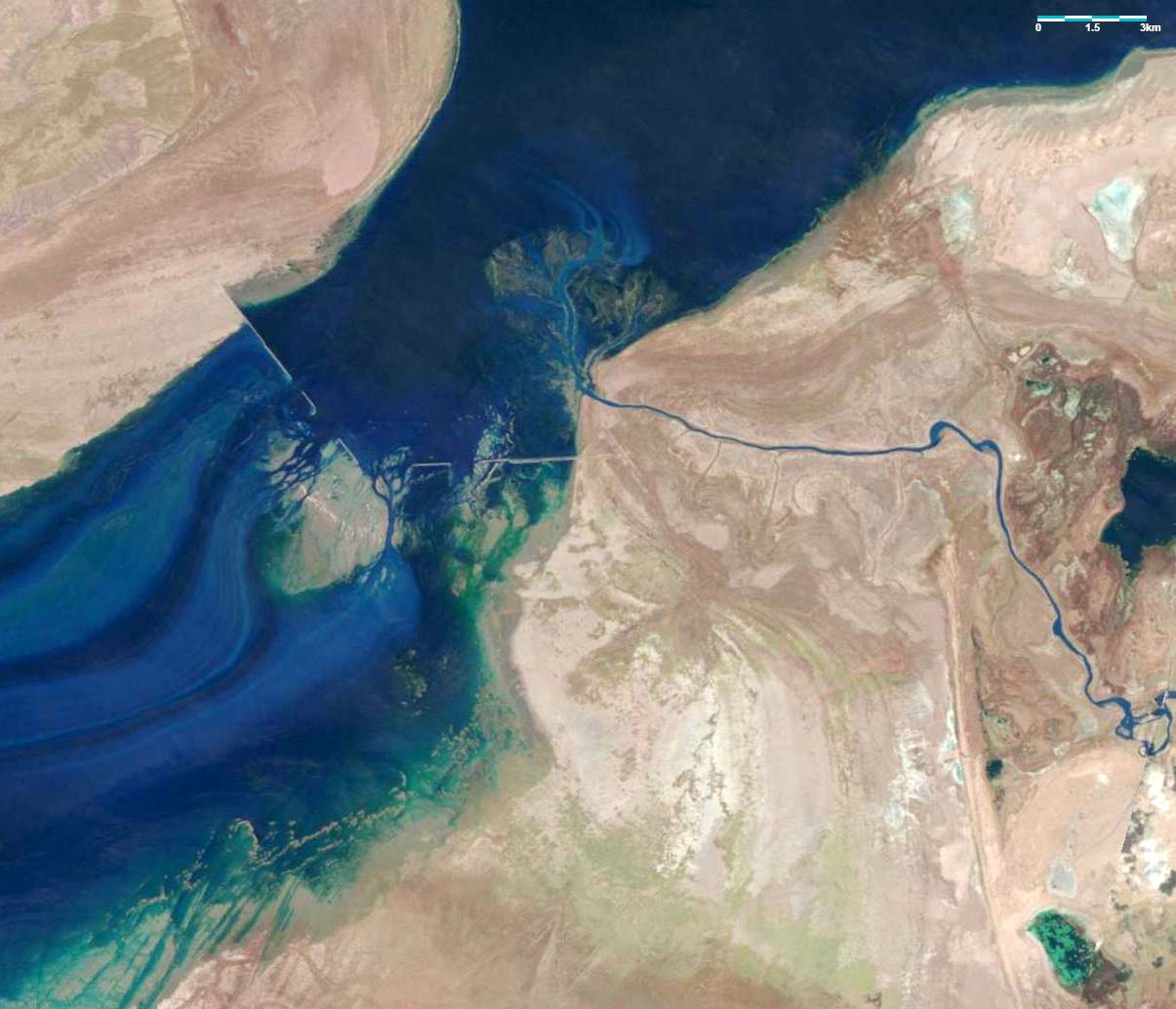
Dammbruch 1999

Benannt ist der Damm nach der Kokaral-Halbinsel, die er mit dem gegenüberliegenden Ufer verbindet und so den nördlichen vom südlichen Teil des Sees trennt. Aus Geldmangel wurde der Damm in der Vergangenheit bereits viermal (1992, 1992–1993, 1996–1997 und 1997–1998) aus Sand errichtet, konnte dem aufgestauten Wasser jedoch nie standhalten. Jedoch konnten bereits während der kurzen Zeit, die der Damm standgehalten hat, positive Einflüsse auf die Umwelt beobachtet werden. Das Klima wurde milder, die Fauna konnte sich teilweise regenerieren. 2003 wurde erneut mit dem Bau begonnen. Da die Weltbank Mittel bereitstellte, konnte diesmal Beton anstelle von Sand verwendet werden. Der Damm ist 13 km lang und 10 m hoch.
Der Überlauf befindet sich auf einer Höhe von 42 Metern über dem Meeresspiegel. Grund für den Dammbau ist der seit der Stalin-Ära durch erhöhten Wasserverbrauch sinkende Wasserspiegel des Aralsees und die damit einhergehende Versalzung. Im Jahr 2006 wurde – früher als erwartet – eine Erhöhung des Wasserspiegels und ein Absinken des Salzgehalts im nördlichen Aralsee verzeichnet. Die Fischbestände haben wieder ein wirtschaftlich relevantes Maß erreicht, so dass nun wieder Fisch exportiert werden kann. Weitere Resultate sind vermehrte Regenwolken und Veränderungen am Mikroklima, die eine Verbesserung im landwirtschaftlichen Sektor erwarten lassen.
In den letzten Jahren erreichte der See seinen zwischendurch erreichten Höchstwasserstand nicht mehr; Satellitenbilder zeigen schwere Leckagen am Dammkörper, das Stauziel kann offensichtlich nicht mehr ohne Gefahr eines erneuten Dammbruchs erreicht werden.